# Stickwitu
"Stickwitu" là một bài hát của nhóm nhạc người Mỹ The Pussycat Dolls nằm trong album phòng thu đầu tay của họ, PCD (2005). Nó được phát hành như là đĩa đơn thứ hai trích từ album vào ngày 26 tháng 9 năm 2005 bởi Interscope Records và A&M Records. Bài hát được đồng viết lời bởi Franne Golde, Kasia Livingston và Robert Palmer, trong khi phần sản xuất được đảm nhận bởi Ron Fair, người cũng tham gia thực hiện cho hầu hết những tác phẩm từ album, bên cạnh sự tham gia đồng sản xuất từ Tal Herzberg. Được ghi nhận như là sự khác biệt so với những bản nhạc còn lại của PCD, "Stickwitu" là một bản R&B và pop ballad kết hợp với những yếu tố của hip hop soul mang nội dung đề cập đến việc tôn vinh một tình yêu vĩnh cửu và lâu dài của một cặp đôi, trong đó cô gái khẳng định tình yêu của mình đối với bạn trai là không thể thay thế và hứa rằng sẽ bên cạnh anh đến tận cùng, đã thu hút nhiều sự so sánh với đĩa đơn năm 2005 của Destiny's Child "Cater 2 U" bởi một số tương đồng về giai điệu.
Sau khi phát hành, "Stickwitu" nhận được những phản ứng trái chiều từ các nhà phê bình âm nhạc, trong đó họ đánh giá cao quá trình sáng tác và chất giọng của The Pussycat Dolls, nhưng cũng vấp phải một số chỉ trích xung quanh việc thiếu điểm nhấn và vị trí của nó trong album có thể khiến người nghe bị ngắt mạch cảm xúc. Tuy nhiên, bài hát đã gặt hái nhiều giải thưởng và để cử tại những lễ trao giải lớn, bao gồm một đề cử giải Grammy ở hạng mục Trình diễn song tấu hoặc nhóm nhạc giọng pop xuất sắc nhất tại lễ trao giải thường niên lần thứ 49. "Stickwitu" cũng tiếp nhận những thành công vượt trội về mặt thương mại, đứng đầu các bảng xếp hạng ở New Zealand và Vương quốc Anh, đồng thời lọt vào top 10 ở hầu hết những quốc gia bài hát xuất hiện, bao gồm vươn đến top 5 ở những thị trường lớn như Úc, Áo, Bỉ, Ireland, Hà Lan và Na Uy. Tại Hoa Kỳ, nó đạt vị trí thứ năm trên bảng xếp hạng Billboard Hot 100, trở thành đĩa đơn thứ hai liên tiếp trong sự nghiệp của nhóm vươn đến top 5 tại đây.
Video ca nhạc cho "Stickwitu" được đạo diễn bởi Nigel Dick và ghi hình tại nhiều địa điểm khác nhau của Los Angeles như Nhà hát Orpheum, trong đó tập trung khai thác câu chuyện The Pussycat Dolls diễn tập bài hát trên sân khấu khi chuẩn bị cho một chuyến lưu diễn cũng như những giờ phút thư giãn của họ phía sau ánh đèn sân khấu. Để quảng bá bài hát, nhóm đã trình diễn nó trên nhiều chương trình truyền hình và lễ trao giải lớn, bao gồm CD:USA, The Ellen DeGeneres Show, Good Morning America, Top of the Pops, The View, Dick Clark's New Year's Rockin' Eve năm 2005 và giải Soul Train Music năm 2006, cũng như trong nhiều chuyến lưu diễn của họ. Kể từ khi phát hành, "Stickwitu" đã được hát lại và sử dụng làm nhạc mẫu bởi nhiều nghệ sĩ, như Tiffany Young, William Singe, Red Velvet và giọng ca chính của nhóm Nicole Scherzinger. Ngoài ra, một phiên bản phối lại chính thức của bài hát với sự tham gia góp giọng của Avant, cũng được phát hành.

## Danh sách bài hát
- Đĩa CD tại châu Âu và Anh quốc[1]

1. "Stickwitu" (bản album) – 3:28
2. "Stickwitu" (R&B phối lại hợp tác với Avant) – 3:48

- Đĩa CD maxi tại châu Âu và Anh quốc[2]

1. "Stickwitu" (bản album) – 3:28
2. "Santa Baby" – 3:01
3. "Stickwitu" (R&B phối lại hợp tác với Avant) – 3:18
4. "Stickwitu" (video ca nhạc) – 3:34

- Đĩa 12" tại Hoa Kỳ[3]

1. "Stickwitu" (bản album) – 3:28
2. "Santa Baby" – 3:01
3. "Stickwitu" (R&B phối lại hợp tác với Avant) – 3:18

## Xếp hạng
| Bảng xếp hạng (2005-06)                                    | Vị trí cao nhất |
| ---------------------------------------------------------- | --------------- |
| Úc (ARIA)                                                  | 2               |
| Áo (Ö3 Austria Top 40)                                     | 2               |
| Bỉ (Ultratop 50 Flanders)                                  | 5               |
| Bỉ (Ultratop 50 Wallonia)                                  | 3               |
| Cộng hòa Séc (Rádio Top 100)                               | 8               |
| Châu Âu (European Hot 100 Singles)                         | 2               |
| Pháp (SNEP)                                                | 7               |
| Đức (Official German Charts)                               | 11              |
| Hy Lạp (IFPI)                                              | 19              |
| Hungary (Rádiós Top 40)                                    | 5               |
| Hungary (Dance Top 40)                                     | 8               |
| Ireland (IRMA)                                             | 2               |
| Ý (FIMI)                                                   | 6               |
| Hà Lan (Dutch Top 40)                                      | 2               |
| Hà Lan (Single Top 100)                                    | 2               |
| New Zealand (Recorded Music NZ)                            | 1               |
| Na Uy (VG-lista)                                           | 3               |
| Rumani (Romanian Top 100)                                  | 8               |
| Scotland (OCC)                                             | 2               |
| Thụy Điển (Sverigetopplistan)                              | 8               |
| Thụy Sĩ (Schweizer Hitparade)                              | 6               |
| Anh Quốc (OCC)                                             | 1               |
| Hoa Kỳ Billboard Hot 100                                   | 5               |
| Hoa Kỳ Adult Contemporary (Billboard)                      | 29              |
| Hoa Kỳ Adult Pop Airplay (Billboard)                       | 27              |
| Hoa Kỳ Hot R&B/Hip-Hop Songs (Billboard) hợp tác với Avant | 63              |
| Hoa Kỳ Pop Airplay (Billboard)                             | 1               |
| Hoa Kỳ Rhythmic (Billboard)                                | 9               |

| Bảng xếp hạng (2005)                 | Vị trí |
| ------------------------------------ | ------ |
| Netherlands (Dutch Top 40)           | 123    |
| UK Singles (Official Charts Company) | 28     |
| Bảng xếp hạng (2006)                 | Vị trí |
| Australia (ARIA)                     | 29     |
| Australia Urban (ARIA)               | 8      |
| Austria (Ö3 Austria Top 40)          | 61     |
| Belgium (Ultratop 50 Flanders)       | 62     |
| Europe (European Hot 100 Singles)    | 22     |
| Germany (Official German Charts)     | 55     |
| Hungary (Rádiós Top 40)              | 50     |
| Italy (FIMI)                         | 83     |
| Netherlands (Dutch Top 40)           | 50     |
| Netherlands (Single Top 100)         | 56     |
| New Zealand (Recorded Music NZ)      | 16     |
| Romania (Romanian Top 100)           | 27     |
| Switzerland (Schweizer Hitparade)    | 39     |
| UK Singles (Official Charts Company) | 132    |
| US Billboard Hot 100                 | 40     |
| US Pop Songs (Billboard)             | 17     |

| Bảng xếp hạng (2000–09)  | Vị trí |
| ------------------------ | ------ |
| US Pop Songs (Billboard) | 46     |

## Chứng nhận
| Quốc gia                                                                           | Chứng nhận | Số đơn vị/doanh số chứng nhận |
| ---------------------------------------------------------------------------------- | ---------- | ----------------------------- |
| Úc (ARIA)                                                                          | Bạch kim   | 70.000^                       |
| Pháp (SNEP)                                                                        | —          | 59,500                        |
| New Zealand (RMNZ)                                                                 | Vàng       | 5.000*                        |
| Hàn Quốc (Gaon Chart)                                                              | —          | 127,429                       |
| Anh Quốc (BPI)                                                                     | Bạc        | 200.000^                      |
| Nhạc chuông                                                                        |            |                               |
| Hoa Kỳ (RIAA)                                                                      | Bạch kim   | 1.000.000^                    |
| * Chứng nhận dựa theo doanh số tiêu thụ. ^ Chứng nhận dựa theo doanh số nhập hàng. |            |                               |